# 大阪市立成南中学校
大阪市立成南中学校（おおさかしりつ せいなんちゅうがっこう）は、大阪市西成区にある公立の中学校である。

## 概要
西成区の中部～南部を校区としている。校訓は「純真・明朗」「誠実・勤勉」「自主・協同」。
学校名称については大阪市内のほかの多くの中学校と同様「区名＋番号」の仮称で出発し、1949年以降に地名などを取り入れた名称へと変更することになった。同校では、学校所在地の地名の「岸里」「千本」「西成」などが当初の候補に挙がっていた。しかし、学校所在地周辺を指す「岸里」「千本」では同名の小学校（岸里小学校・千本小学校）があるために採用されなかったほうの学校や地域への配慮で、また「西成」では範囲が広すぎて区内のほかの中学校とのかねあいがあるためそれぞれ見送った。「大阪市南西部」「西成区の南」などの意味合いで「西南」の案が提示され、その後字面などを考慮して「成南」に落ち着いた。

## 沿革
1947年の学制改革の際、西成区で最初の中学校の一つ・大阪市立西成第三中学校として開校した。創立当初は岸里・千本・玉出・南津守・津守・北津守の6小学校の校区を通学区域とし、津守小学校内に本校を、南津守小学校内に分校をそれぞれ設置した。
翌1948年には大阪市立西成第四中学校（現在の大阪市立鶴見橋中学校）の開校に伴い、津守・北津守小学校校区を西成第四中学校校区に変更している。
1948年には西成区新開通2丁目20番地（現在地）に移転している。1949年に現在の校名・大阪市立成南中学校に改称している。
さらに1951年には西成区玉出新町通5丁目44番地（現在の玉出西1丁目）に分校を設置し、分校は1953年に大阪市立西成第五中学校（直後に大阪市立玉出中学校に改称）として独立し、玉出・南津守小学校の校区を玉出中学校校区に変更している。

### 年表
- 1947年4月1日 - 大阪市立西成第三中学校として開校。
- 1947年4月23日 - 開校式を実施。この日を創立記念日とする。
- 1948年3月 - 南津守小学校内に本校を移転。西成区岸松通2丁目（現在の玉出東1丁目）に宮下分校を設置。
- 1948年4月1日 - 従来の校区の一部を、新設の大阪市立西成第四中学校（現・大阪市立鶴見橋中学校）へ分離。
- 1948年6月15日 - 現在地に移転。
- 1949年5月1日 - 大阪市立成南中学校と改称。
- 1951年 - 宮下分校を廃止。
- 1951年8月18日 - 玉出分校を開設。
- 1953年4月1日 - 分校が大阪市立西成第五中学校（現・大阪市立玉出中学校）として分離。
- 1954年8月31日 - 校歌制定。
- 1969年 - 校区変更。天神ノ森2丁目を大阪市立阪南中学校校区に編入。
- 1993年 - 大阪市教育委員会から、生徒指導（不登校）の研究校に指定される。
- 2001年 - 新校舎完成。

## 通学区域
- 大阪市立岸里小学校と大阪市立千本小学校の通学区域。
- 大阪市西成区 天下茶屋3丁目（一部）、岸里1丁目（一部）、岸里2-3丁目、岸里東1-2丁目、潮路1-2丁目（一部を除く）、千本北1丁目、千本北2丁目（一部を除く）、千本中1-2丁目、千本南1-2丁目、玉出東1丁目（一部）、玉出中1丁目（一部）、玉出西1丁目（一部）、橘3丁目（一部）。
  - 玉出東1丁目および玉出西1丁目のうち当校校区に指定されている地域は、大阪市立玉出中学校との調整区域となっている。

## 出身者
- やしきたかじん - 歌手
- MOCA（ベリーグッドマン）- 歌手
- 雷光肇 - 元大相撲力士

## 交通
- Osaka Metro四つ橋線 岸里駅下車、西へ約400m。
- 南海本線・南海高野線 岸里玉出駅下車、北西へ約800m。
- 南海本線・南海高野線・Osaka Metro堺筋線 天下茶屋駅下車、南西へ約900m。